# 우치코와시
우치코와시(일본어: 打ちこわし→쳐부수기)란 에도시대의 민중운동의 한 형태로, 부정을 저지른 것으로 간주된 자의 가옥 등을 파괴하는 행위를 말한다.
근세 일본의 도시지역에서는 정인(町人)들끼리의 상호부조인 합력(合力)이 발전해서, 부유한 정인에 의한 정방시행(町方施行)이 성립된 향보 연간부터 인정(仁政)이라 불리는 사회정의사상이 형성되었다. 인정이란, 위정자는 부자의 사욕추구를 규제하여 약자의 생활이 이루어지지 못하는 것을 막고, 부자는 사욕을 자제하며 기근이나 재해가 발생했을 때 솔선하여 약자를 구제해야 한다는, 사회적 강자에게 부여된 책무였다. 공적인 수탈이든 사적인 수탈이든, 이 책무를 다하지 못하는 위정자・부자는 「부덕(不徳)」한 것으로 규탄받았다.
주로 도시 지역에서 매점매석 등으로 인한 물가급등의 원인제공자 등에 대하여 행해지는 경우가 많았는데, 백성잇키에 수반하여 영주의 악정과 결탁해 특권을 가진 상인이나 관리에게 행해지기도 했다. 약탈이 이루어진 경우도 있었지만, 정당한 제재행위임을 주장하기 위해 파괴에만 그치고 약탈은 엄중히 단속한 사례들도 있었다. 우치코와시의 주도자들은 처벌을 받았다. 하지만 그 정당성이 지역사회에서 널리 받아들여지는 경우에는 관리도 그 결과를 용인하여 우치코와시를 당한 쪽도 처벌하거나, 면목이 없어서 물러나기도 했다.
도시에서의 최초의 우치코와시는 원록 16년(서기 1703년) 나가사키에서 발생했고, 항보 18년(서기 1733년)에는 에도에서도 처음 발생했다. 이후 기근이나 정치불안으로 인하여 종종 발생하였으며, 특히 물가가 급등한 막말에 증가했다.